# Добчур
Добчур - селище в Братському районі Іркутської області

## Історія
Назва селищаа йде в глиб XIX століття. Виникло селище в 1888р. Його засновниками є семеро втікачів мужиків - українців на чолі з найзаповзятливішим Микитою Добчурським. Від цього прізвища і пішла назва села - Добчур. 
У 1907 - 1909 роках минулого почалося грандіозне переселення безземельних селян до Сибіру. На переселення в Добчур записалося 70 сімей . Всі були жителями Чернігівської губернії України. 
Село Добчур було центром переселення, потім стали приїжджати і заселятися в нові села і селища: Біла діброва, Хахарей, Індобь, Білий світ. Добчур - знаходився на правому березі річки Ія, Місце рівне з невеликими заростями беріз, земля хороша, родюча. Річка Ія кішіла рибою. За територією майбутнього селища суцільна тайга. На лівому березі знаходилося старовинне тунгуське село Бада.

###### Новодобчур
У зв'язку з підготовкою ложа водосховища Братської ГЕС в 1950р. був створений Добчурський ліспромгосп для виконання робіт з  лісовичищення, і в кінці 50-х років довколишні села потрапили в зону затоплення, у тому числі і Добчур. 
З 1954 р. почалося будівництво житла в Ново-Добчурі. 
З розширенням обсягу лісозаготівель в п. Ново - Добчур проводилося вербування робітників для ЛПГ у всіх точках СРСР. В кінці 50-х і 60-х роках люди їхали в селище з сім'ями, Ново-Добчур будувався і розростався.

## Географія
Селище знаходиться в 12 км від Покосного.

## Населення
За даними Всеросійської перепису населення 2010 року населення НП склало 1069 осіб

## Влада
Селище в адміністративному плані відноситься до Добчурського муніципального утворення Братського району
Іркутської області